# ケン・ブルーウン
ケン・ブルーウン（Ken Bruen、1951年 - 2025年3月29日）は、アイルランドの推理作家。主にハードボイルドやノワールを手がける。

## 経歴
1951年、アイルランドのゴールウェイに生まれる。ミース県のゴーマンストン・カレッジ (en) を経て、トリニティ・カレッジに進み形而上学の博士号を取得。アフリカ、日本、東南アジア、南アメリカなどで25年間英語教師として過ごし、その間にはブラジルの刑務所に入っていた時期もある。
"White Trilogy" で注目され、2001年に発表した『酔いどれに悪人なし』（原題：The Guards ）でシェイマス賞を受賞した。2006年には、ジェイソン・スターとの共著で"Bust" を発表、短編"Words Are Cheap" がミステリ雑誌『マーダランド』2006年1号に掲載された。また、ダブリンを舞台としたアンソロジー"Dublin Noir" を編んだ。
代表作は、『酔いどれに悪人なし』からはじまり、『酔いどれ故郷にかえる』（原題：The Killing of the Tinkers ）、"The Magdalen Martyrs" 、"The Dramatist" 、"Priest" （2008年エドガー賞 長編賞ノミネート作）と続いていくジャック・テイラー・シリーズである。ゴールウェイを舞台に、元警察官の酔いどれ探偵ジャック・テイラーが主人公のシリーズは各所で賞賛されている。
2008年には、第1回デイビッド・グーディス賞を受賞した。カトリック教会の社会的・政治的な力が衰退していく様子など、アイルランドの社会情勢の変化や、「ケルトの虎」と呼ばれた経済成長の一面や移民問題も読み取れる作品になっている。
現在は、ゴールウェイに妻と娘と暮らしている。
2025年3月29日の夜、ゴールウェイ大学病院で死去。74歳没。

## 作品リスト
ジャック・テイラー・シリーズ
| # | 邦題                 | 原題                       | 刊行年 | 刊行年月  | 訳者       | 出版社                 |
| - | -------------------- | -------------------------- | ------ | --------- | ---------- | ---------------------- |
| 1 | 酔いどれに悪人なし   | The Guards                 | 2001年 | 2005年1月 | 東野さやか | ハヤカワ・ミステリ文庫 |
| 2 | 酔いどれ故郷にかえる | The Killing of the Tinkers | 2002年 | 2005年5月 | 東野さやか | ハヤカワ・ミステリ文庫 |
| 3 |                      | The Magdalen Martyrs       | 2003年 |           |            |                        |
| 4 |                      | The Dramatist              | 2004年 |           |            |                        |
| 5 |                      | Priest                     | 2006年 |           |            |                        |
| 6 |                      | Cross                      | 2007年 |           |            |                        |
| 7 |                      | Sanctuary                  | 2008年 |           |            |                        |
| 8 |                      | The Devil                  | 2010年 |           |            |                        |
| 9 |                      | Headstone                  | 2011年 |           |            |                        |
トム・ブラント刑事&ジェームス・ロバーツ警部シリーズ
1. A White Arrest (1998)
2. Taming the Alien (1999)
3. The McDead (2000)
4. Blitz (2002) - 2011年に「ブリッツ」として映画化された。
5. Vixen (2003)
6. Calibre (2006)
7. Ammunition (2007)

マックス・フィッシャー&アンジェラ・ペトラコス シリーズ
1. Bust (2006)
2. Slide (2007)
3. The Max (2008)

ノン・シリーズ
- Shades of Grace (1993)
- Martyrs (1994)
- Rilke on Black (1996)
- The Hackman Blues (1997)
- Her Last Call to Louis MacNeice (1998)
- London Boulevard (2001) - 2010年に「ロンドン・ブルバード -LAST BODYGUARD-」として映画化された。
  - 『ロンドン・ブルーヴァード』（2009年11月、鈴木恵・法村里絵訳、新潮文庫）

- Dispatching Baudelaire (2004)
- American Skin (2006)
  - 『アメリカン・スキン』（2008年1月、鈴木恵訳、ハヤカワ･ミステリ文庫）

- Once Were Cops (2008)
- Killer Year (2008)

## 受賞・ノミネート歴
- 英語圏
  - 2004年：『酔いどれに悪人なし』でシェイマス賞長編賞受賞、エドガー賞 長編賞ノミネート、マカヴィティ賞長編賞ノミネート
  - 2005年：『酔いどれ故郷に帰る』でマカヴィティ賞長編賞受賞、アンソニー賞長編賞ノミネート
  - 2007年："The Dramatist" でシェイマス賞長編賞受賞、"Priest" でバリー賞英国ミステリ賞受賞、"Bust" でバリー賞ペーパーバック賞ノミネート
  - 2008年："Priest" でエドガー賞 長編賞ノミネート、"Slide" でアンソニー賞ペーパーバック賞ノミネート[3]
  - 2010年：『酔いどれに悪人なし』がバリー賞2000年代ベストにノミネート
- 非英語圏
  - 2010年： 『酔いどれに悪人なし』でドイツ・ミステリ大賞翻訳作品部門受賞（第3位）